# Черели
Черели (азерб. Çərəli) — село в одноимённом административно-территориальном округе Губадлинского района Азербайджана.

## История
По данным «Свода статистических данных о населении Закавказского края, извлеченных из посемейных списков 1886 года», в селе Чаралу Сафулинского сельского округа Зангезурского уезда Елизаветпольской губернии было 29 дымов и проживал 181 азербайджанец (в источнике — «татарин») суннитского вероисповедания, все из которых являлись казёнными крестьянами.
В ходе Первой карабахской войны, в 1993 году село было занято армянскими вооружёнными силами, и до ноября 2020 года находилось под контролем непризнанной НКР. 9 ноября 2020 года, в ходе вооружённого конфликта, президент Азербайджана объявил об освобождении села Черели вооружёнными силами Азербайджана.